# Голий Врх (Раковець)
Голий Врх (хорв. Goli Vrh) — населений пункт у Хорватії, у Загребській жупанії у складі громади Раковець.

## Населення
Населення за даними перепису 2011 року становило 47 осіб.
Динаміка чисельності населення поселення:

## Клімат
Середня річна температура становить 10,56 °C, середня максимальна – 25,06 °C, а середня мінімальна – -6,11 °C. Середня річна кількість опадів – 852 мм.
| Клімат поселення                              | Клімат поселення | Клімат поселення | Клімат поселення | Клімат поселення | Клімат поселення | Клімат поселення | Клімат поселення | Клімат поселення | Клімат поселення | Клімат поселення | Клімат поселення | Клімат поселення | Клімат поселення |
| Показник                                      | Січ.             | Лют.             | Бер.             | Квіт.            | Трав.            | Черв.            | Лип.             | Серп.            | Вер.             | Жовт.            | Лист.            | Груд.            |                  |
| Середній максимум, °C                         | 6,02             | 8,03             | 12,50            | 16,80            | 21,74            | 25,06            | 24,34            | 23,67            | 19,64            | 14,48            | 8,79             | 4,97             |                  |
| Середня температура, °C                       | −0,03            | 1,97             | 6,45             | 10,73            | 15,67            | 18,98            | 20,53            | 19,86            | 15,81            | 10,66            | 4,96             | 1,16             |                  |
| Середній мінімум, °C                          | −6,11            | −4,11            | 0,36             | 4,66             | 9,60             | 12,91            | 16,70            | 16,03            | 12,00            | 6,84             | 1,15             | −2,66            |                  |
| Норма опадів, мм                              | 46               | 45               | 56               | 66               | 75               | 95               | 79               | 85               | 80               | 81               | 83               | 61               |                  |
| Середньомісячна швидкість вітру, м/с          | 1.90             | 2.10             | 2.50             | 2.40             | 2.22             | 2.00             | 2.00             | 1.80             | 1.80             | 1.84             | 1.94             | 1.92             |                  |
| Середньомісячна сонячна радіація, кДж/м²·день | 4059             | 6870             | 10524            | 14929            | 19086            | 20952            | 21855            | 19043            | 14137            | 8699             | 4519             | 3289             |                  |
| --------------------------------------------- | ---------------- | ---------------- | ---------------- | ---------------- | ---------------- | ---------------- | ---------------- | ---------------- | ---------------- | ---------------- | ---------------- | ---------------- | ---------------- |
| Джерело:                                      |                  |                  |                  |                  |                  |                  |                  |                  |                  |                  |                  |                  |                  |